# ویلیام تاتل جونیور
ویلیام ام. تاتل جونیور (به انگلیسی: William M. Tuttle Jr.‎) استاد و نویسنده چندین کتاب یادداشت در مورد تاریخ قرن بیستم آمریکا و تاریخ آفریقایی-آمریکایی است.

## ابتدای زندگی
پس از فارغ‌التحصیلی از دانشگاه دنیسون، سه سال را در نیروی هوایی ایالات متحده گذراند.وی بعداً از دانشگاه ویسکانسین مدرک فوق لیسانس و دکترا گرفت.

## فعالیت
ویلیام تاتل در رشته خود بسیار تأثیرگذار بود. وی از سال ۱۹۶۷ تا زمانی که در سال ۲۰۰۸ بازنشسته شد، استاد دانشگاه کانزاس بود و به تدریس مطالعات آمریکایی در گروه تاریخ دانشگاه می‌پرداخت. وی از بنیانگذاران شعبه دانشگاه در انجمن مطالعه زندگی و تاریخ آمریکایی، آفریقایی بود. علاوه بر این، او مقالات علمی زیادی را منتشر کرده و چندین جایزه از جمله جایزه آموزش HOPE در سال ۲۰۰۱ را به دست آورده‌است.
در سال ۲۰۱۸، دانشگاه دنیسون به تاتل جونیور مدرک دکترای افتخاری اعطا کرد.

## آثار ویلیام تاتل جونیور
| سال  | اسم کتاب | ناشر                     | شابک          |
| ---- | --- | ------------------------ | ------------- |
| ۱۹۹۳ | بابا رفته به جنگ": جنگ جهانی دوم در زندگی فرزندان آمریکا                                                                 | انتشارات دانشگاه آکسفورد | ۹۷۸۰۱۹۹۷۷۲۰۰۱ |
| ۱۹۸۲ | مردمی ساده: داستانهای زندگی آمریکایی‌های ناشناخته (with David M. Katzman)                                                 | انتشارات دانشگاه ایلینوی | ۰۲۵۲۰۰۹۰۶۱    |
| ۱۹۷۳ | (ویراستار) WEB Du Bois: نوشته‌هایی توسط و در مورد WEB Du Bois ایده‌آل‌ها، تعهدات و مشارکت‌های او در آزادی سیاه را روشن می‌کند | Prentice-Hall            | ۹۷۸۰۱۳۲۲۰۹۰۵۵ |
| ۱۹۷۰ | مسابقه شورش: شیکاگو در تابستان سرخ ۱۹۱۹                                                                                  | انتشارات دانشگاه ایلینوی | ۹۷۸۰۲۵۲۰۶۵۸۶۶ |